# Xepsi
Xepsi - Шепси (rus) és un poble del krai de Krasnodar, a Rússia. Es troba als vessants del Caucas occidental, a la desembocadura del riu Xepsi a la vora nord-oriental de la mar Negra. És a 9 km al sud-est de Tuapsé i a 111 km al sud de Krasnodar.
Pertanyen a aquest poble els possiolki de Vesnà, Guizel-Dere i Iujni; i els pobles de Vólnoie, Dederkoi, Dzeberkoi i Kroiànskoie.